# Nova Topola (Lebane)
Nova Topola (Servisch cyrillisch Нова Топола) is een plaats in de Servische gemeente Lebane. De plaats telt 121 inwoners (2002).